# Jens Ludwig
Jens Ludwig (nacido el 30 de agosto de 1977) es un virtuoso guitarrista y el cofundador de la banda de power metal alemán Edguy. Jens ha tocado todos los solos de guitarra de la banda y tiene los créditos, junto a Tobias Sammet, como compositor. Sus equipamientos son de la compañía ESP con ENGL amplificadores y cuerdas MARTIN BLUST.
Además, Jens participó como guitarrista en la ópera metal de Avantasia.
Toca un estilo diferente a lo que es el Power Metal en general, su estilo se divide en un sonido único de Hard Rock mezclado con la velocidad que requiere el Power Metal.